# 森林-城镇交界域
森林-城镇交界域（英語：wildland–urban interface，WUI），简称交界域，是指无人居住的荒地与人类开发的土地之间的过渡区。距离该地域0.5英里（0.80公里）以内的社区也可能包括在内。这些被荒野包围的土地和社区存在山火的风险。

## 定义

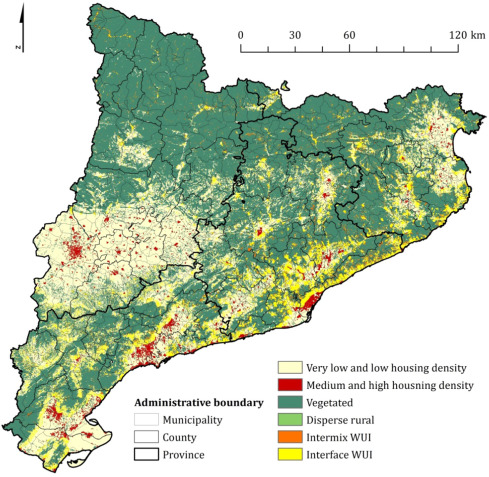
加泰罗尼亚地图中显示了荒地和城市的交界域。

美国国家森林局将交界域定义为“住家与荒地接触或混合（homes and wildlands meet or intermingle）”的地方，或者更具体地说，“人类及其开发的地区与荒地可燃物接触或混合”的地方。聯邦公報提供了更加量化的定义，将WUI区域定义为每40英亩至少包含一个住房单元的区域。联邦公报定义与定量标准相结合，可将WUI分为两类：
- 混合WUI（Intermix WUI），每40英亩至少包含一个住房单元的土地，其中植被覆盖率至少50%
- 交界WUI（Interface WUI），每40英亩至少包含一个住房单元的土地，植被覆盖率低于50%，距离植被茂密地区（heavily vegetated area）不到2.4公里。
  - “植被茂密地区（heavily vegetated area）”定义为75%以上面积为野生植被的区域，占地面积至少5平方公里。

两类WUI之间的主要区别在于混合WUI中的住房中间穿插着植被，而交界WUI中的住房毗邻茂密的植被。